# Mrki kivi
Mrki ili obični kivi (Apteryx australis) je vrsta kivija koji nastanjuje južni otok Novog Zelanda. Do 2000. godine je smatran istom vrstom kao i kivi sa sjevernog otoka, i još uvijek je po nekima.

## Opis
Mrki kivi nema žlijezde iz kojih teče ulje, a njegovo perje nema zupce i kukice. Ima velike brkove oko usta i nema repa, samo trticu. Dug je 45-55 cm, ženka je teška 2,1-3,9 kg, a mužjak 1,6-2,8 kg. Kljun je dug i tanak, i pomalo zakrivljen prema dolje. Ovo je noćna ptica, kao i ostali kiviji. Perje je riđe boje i lagano isprugano.
Mrki kiviji komuniciraju zvukom i njime brane teritorije. Također pjevaju u duetu, sa ženkom koja se oglašava sa
"kee-wee" ili "kee-kee" i mužjakom s "kurr kurr". Mužjaci su vokalniji i glasaju se u uspravljenoj poziciji s raširenim nogama i kljunom uperenim prema gore.
Imaju duge kljunove s nosnicama na vrhu, što im daje odličan osjet mirisa. Ovo koriste više nego vid ili sluh kada traže hranu skrivenu u zemlji. Hrane se gujavicama, larvama, puževima, paucima, gusjenicama i ravnokrilcima. Želudac im je slab. Slijepo crijevo im je dugo i tanko i pomaže u probavi.
Ženke mrkog kivija, kao i kod drugih vrsta kivija, imaju dva jajnika, ali samo lijevi jajovod funkcionira, što dopušta jajima iz oba jajnika da prođu. Monogamna je vrsta i kada se mužjak i ženka spare ostat će zajedno do kraja života i braniti svoj teritorij. Veličina teritorija je između 4.9 i 43 hektara zemlje. Gnijezda prave u jazbinama ili skrivene ispod guste vegetacije. Ženka nese 1-2 jajeta, obično samo jedno, koja mužjak inkubira 90 dana. Nakon nekoliko dana ptić izlazi iz gnijezda i sam se hrani, ali s roditeljima može ostati oko jednu godinu.Kada ne inkubiraju jaja, odmaraju se sami na zaklonjenim mjestima na nivou tla.

## Rasprostranjenost i stanište
Mrki kivi živi na oba otoka Northlandu i Taranakiju s malenim raštrkanim populacijama drugdje. Na Južnom otoku žive u Fiordlandu i Westlandu. Staništa su im umjerene i suptropske šume, travnjaci i šikare, što gušće to bolje. Na otoku Stewart također žive na pješćanim dinama.

## Zaštita
Godine 2000., nakon što je priznat kao zasebna vrsta od strane IUCN-a, mrki kivi je smješten među osjetljive vrste. Njih oko 27 000 (procjena od 1996-e) živi na površini od oko 9 800 km2. Trichosurus vulpecula i hermelini jedu jaja, a ptiće jedu mačke i također hermelini. Odrasle ubijaju psi,mačke, lasice i oposumi. Populacija otoka Stewart je stabilna jer ovi grabežljivci još nisu došli na taj otok, ali je moguće da su ga 2000. kolonizirali hermelini.

## Vanjske poveznice
|  | Zajednički poslužitelj ima stranicu o temi Apteryx australis    |
|  | Zajednički poslužitelj ima još gradiva o temi Apteryx australis |
|  | Wikivrste imaju podatke o taksonu Apteryx australis             |